# Scolopendrella notella
Scolopendrella notella är en mångfotingart som beskrevs av Hilton 1933. Scolopendrella notella ingår i släktet Scolopendrella och familjen slankdvärgfotingar. Inga underarter finns listade i Catalogue of Life.